# Ігденбу
«Ігденбу» (рос. Игденбу) — художній фільм вірменського кінорежисера Амо Бек-Назаряна. Інша назва «Зундукай».

## Сюжет
Про події у селищі мисливців-гольдів на Далекому Сході. Дія відбувається у 1923 році.

## Актори
- Юн-Шен Лі — Ігденбу, мисливець
- Найхім — шаман стійбища
- Торгон — купець стійбища
- В. Тен — Наойя